# Серветалис, Арис
Арис Серветалис (греч . Άρης Σερβετάλης) — греческий актёр.

## Биография
Номинант на премию Греческой киноакадемии за лучшую мужскую роль за фильм L. Лауреат телевизионной премии за телесериал «Ты моя подруга».
Лауреат премии международного кинофестиваля в Салониках лучшему актёру за фильм «Яблоки».

## Фильмография
| Год     | Заголовок                | Персонаж                    | Примечания             |
| ------- | ------------------------ | --------------------------- | ---------------------- |
| 2021    | Человек Божий            | Святитель Нектарий Эгинский |                        |
| 2020 г. | Яблоки                   |                             |                        |
| 2012 г. | Арундел                  |                             | Короткометражный фильм |
| 2012 г. | L                        | мужчина                     | Фильм                  |
| 2011 г. | Альпы                    | Человек скорой помощи       | Фильм                  |
| 2008 г. | Мелкое преступление      | Леонидас                    | Фильм                  |
| 2007 г. | S1ngles                  | Фотис Лагудакис             | телесериал             |
| 2008 г. | Вниз, любовь             |                             | Короткометражный фильм |
| 2008 г. | Она эйда. . .            | Леонидас                    | телесериал             |
| 2005 г. | Кинетта                  |                             | Фильм                  |
| 2005 г. | Собачья мечта            |                             | Фильм                  |
| 2004 г. | 7 смертоносных свекровей | Милтос                      | телесериал             |
| 2003 г. | Kleise ta matia          | Стефанос                    | телесериал             |
| 2002 г. | Пойдем за узо            |                             | Фильм                  |
| 2001 г. | Ты моя подруга           | Лазарь                      | телесериал             |